# Хминянські Якубовани
Хминянські Якубовани або Хмінянські Якубовани (словац. Chminianske Jakubovany) — село в Словаччині, Пряшівському окрузі Пряшівського краю. Розташоване в східній частині Словаччини, в південно-східному куті Шариської височини біля джерела Крижов'янки. За селом велике стихійне поселення циган, ще у 1991 році під час перепису населення до циганської національності зголосилось 50,44 % населення.	
Вперше згадується у 1334 році.
В селі є протестантський костел з приблизно 1300 року, первісно в стилі ранньої готики, пізніше кілька разів перебудований, у 1766 році в стилі класицизму та каплиця на цвинтарі з 1847 року.

## Населення
| Рік:            | 1994. | 2004.    | 2014.    | 2024.    |
| --------------- | ----- | -------- | -------- | -------- |
| Кількість осіб: | 1146  | 1635     | 2112     | 3215     |
| Різниця:        |       | +42,67 % | +29,17 % | +52,22 % |

| Рік:            | 2023. | 2024.   |
| --------------- | ----- | ------- |
| Кількість осіб: | 3093  | 3215    |
| Різниця:        |       | +3,94 % |

В селі проживає 1953 особи.
Національний склад населення (за даними останнього перепису населення — 2001 року):
- словаки — 98,04 %,
- цигани — 1,05 %,
- чехи — 0,28 %.

Склад населення за приналежністю до релігії станом на 2001 рік:
- римо-католики — 77,44 %,
- протестанти — 20,74 %,
- греко-католики — 0,14 %,
- гусити — 0,07 %,
- не вважають себе віруючими або не належать до жодної вищезгаданої церкви — 1,40 %.